# 1821 Аконкагва
1821 Аконкагва (енгл. 1821 Aconcagua) је астероид главног астероидног појаса чија средња удаљеност од Сунца износи 2,377 астрономских јединица (АЈ).
Апсолутна магнитуда астероида је 13,3.